# 휴이 롱
휴이 피어스 롱 주니어(Huey Pierce Long Jr., 1893년 8월 30일 ~ 1935년 9월 10일)은 미국의 민주당 정치인으로 루이지애나주의 40대 주지사 (1928년 ~ 1932년)이자 연방 상원 (1932년 ~ 1835년)이다. 롱은 젊은 나이에 계급들로 올라간 루이지애나주의 정치인이었다.
부유세를 위시로 하는 "우리의 부를 나누자" (Share Our Wealth) 프로그램과 같은 급진적인 정책으로 유명하며, "모든 인민이 왕" (Every Man a King)이라는 표어를 내세우며 프랭클린 D. 루스벨트의 뒤를 이을 민주당의 대통령 후보로 떠올랐지만 1935년 루이지애나주 의사당에서 암살당했다.

## 어린 시절

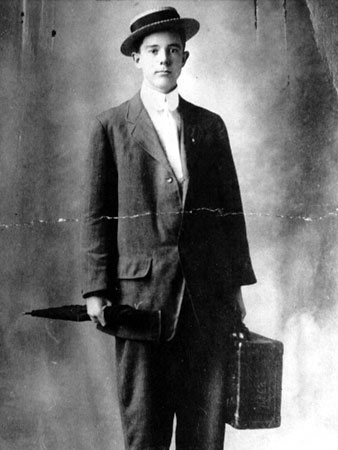
1910년대 초반 여행 다니는 세일즈맨 시절

루이지애나주 북중부에 시골에서 휴이 피어스 롱 시니어와 전 부인 칼레도니아 팔레스틴 타이슨의 아들이자 7번째 자식이었다.
그의 고향 윈필드는 주에서 가장 가난한 군들 중의 하나에 있었으나 가축과 함께 농부들이었던 롱 가족은 비교적 잘 살았다. 롱은 자신의 열성적인 독서, 사진같은 기억과 자신의 의견을 제공하는 것을 억제하지 않은 대담한 성격으로 알려졌다.
고등학교 시절 동안 롱은 토론 대회에서 루이지애나 주립 대학교로 장학금을 얻었다. 롱은 자신이 요구된 책들을 살 여유가 없었던 것을 깨달았을 때 대신 여행 다니는 세일즈맨이 되었다는 것을 주장하였으나 자신이 전혀 고등학교를 졸업하지 않았기 때문에 그가 참석하지 않은 것으로 믿어졌다.
그의 형 조지는 전도사가 되는 데 오클라호마 침례교 대학교에서 출석을 지불했으나 휴이 롱은 전혀 등록하지 않았다. 조지는 그러고나서 자신의 동생에게 오클라호마 대학교 로스쿨로 옮기는 데 돈을 주었으나 롱은 그 내기를 패했다.
일자리를 구한 후, 롱은 한 학기를 위하여 출석했으나 자신 소유의 입학에 의하여 법률보다 내기에 관하여 더욱 배웠다고 한다. 그는 다시 여행 다니는 세일즈맨이 되는 데 대학을 떠났다.

## 로즈 맥코넬과 결혼
1912년의 말기에 롱은 자신이 후에 두명의 남성에게 총을 쏜 것으로 잘못 체포되었다는 것을 단언했어도 매춘 업소의 방해를 창조한 것으로 슈리브포트에서 체포되었다.
그는 로즈 맥코넬에게 청혼하기 위하여 슈리브포트에 있었다. 롱은 자신이 아직도 판매업에 있었을 때 "코톨린"으로 불린 쇼트닝을 흥행하는 데 자신이 결성한 후원 대회에서 1910년 로즈를 만났다. 심판관으로 지낸 그는 로즈와 그녀의 모친에게 2개의 상들을 주었다. 그들은 1913년 4월에 결혼하였다.
1914년 롱은 자신이 한해 동안 출석한 뉴올리언스에 있는 툴레인 대학교 로스쿨에 입학하여 자신의 전공에 집중하였다. 그는 루이지애나주 사법시험을 보는 데 특별한 허용을 받아 21세의 나이에 통과하였다.

## 루이지애나 철도 위원회
1918년 롱은 루이지애나 철도 위원회에 의석을 이기고 독점점과 효용 요금을 싸우는 데 자신의 직위를 이용하여 근로자들에게 호의를 얻었다. 1922년 그는 루이지애나 공공사업위원회의 의장이 되어 요금을 올리는 것으로 전화 회사를 고소하였다.
롱은 보수적 설립과 그들과의 직면들에 순위를 매겨 어쩌다 칼 공격을 포함한 폭력으로 분출하였다.
30세의 나이에 롱은 루이지애나주 지사를 위하여 민주당원으로서 자신의 후보직을 공고하여 부패한 뉴올리언스 정치기계를 통제하면서 스탠다드 오일을 공격하였다.
7,000개의 투표에 의하여 패한 롱은 여론 조사에서 시골의 투표인들을 방지한 맹렬한 폭우에 자신이 핑계를 둔 3위를 했다.
롱의 정치가 법인 반대적이었어도 그의 재정들은 독립적인 석유 회사들에서 다수의 유리한 투자들과 다른 이야기를 말했다. 스탠다드 오일에 대항한 그의 싸움들은 가끔 자신이 재정적으로 이익을 얻은 회사들을 대표하였다.

## 루이지애나주지사

### 거물

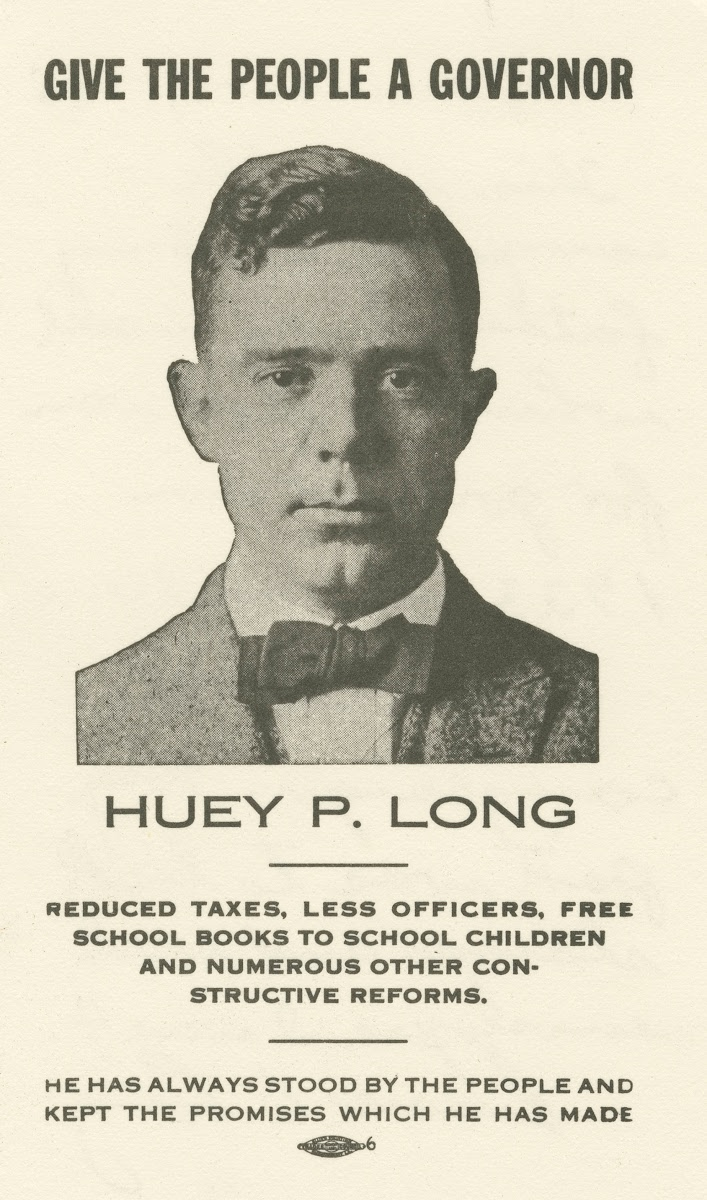
1924년 루이지애나주지사 선거를 위한 롱의 캠페인 카드

"모든 인민이 왕" (Every Men a King) 슬로건과 함께 롱은 4년 후에 다시 루이지애나주지사를 위하여 출마하였다. 그는 1928년 큰 수에 의하여 선거를 이기고, 이제 "거물" (the Kingfish)이란 별명을 포용하여 즉시 보수적인 정치 설립의 정부 기관을 기동하고 자신 소유의 동맹을 설치하는 자신의 약속들에 좋게 만들었다.
민주당 주지사 롱은 독재에 관한 비난을 받은 운동으로 행정부를 주위로 권력을 중앙 집중화하고, 다수의 주의 기관들의 통제권을 장악하는 데 자신을 허용한 법률들을 통과시키는 데 입법부에 압력을 가한 자신의 협의 사항을 시작하였다.
그는 후에 주지사에게 조사 권한을 중앙 집중화한 다른이들과 더불어 경찰이 영장 없이 체포하는 것을 허용한 법안을 서명하였다.
롱은 교육, 기본적 시설과 에너지에 지출 증가를 수행하였고 부자들, 특히 스탠다드 오일 같은 대기업들에 세금 부담을 놓았다. 탄핵과 함께 위협을 받은 롱은 뇌물을 가져간 것으로 입법자들을 기소하였다. 롱이 좁게 벗어난 탄핵이 시도되었다.
죽음의 위협들이 그를 따라갔고 롱은 암살을 두려워하여 경호원들의 서비스를 조달하였다.

### 롱과 흑인 공동체
개혁인으로서 롱의 명성에 불구하고, 그의 노력들은 흑인 공동체로 확장하지 않았다.
주지사로서 그의 가장 초기의 행위들 중의 하나는 열차의 인종적 분리를 버스들로 확장시킨 법안을 서명하는 것이었고, 자신의 어떤 대중주의 정책들이 경제적으로 흑인들에게 도움이 되었어도 "니그로 우세"를 경고하는 연설을 하였다.
반대자들을 불신하는 데 롱의 가장 좋아했던 방향은 그들이 흑인 계통이었던 것을 단언한 것이다.

## 상원 시절

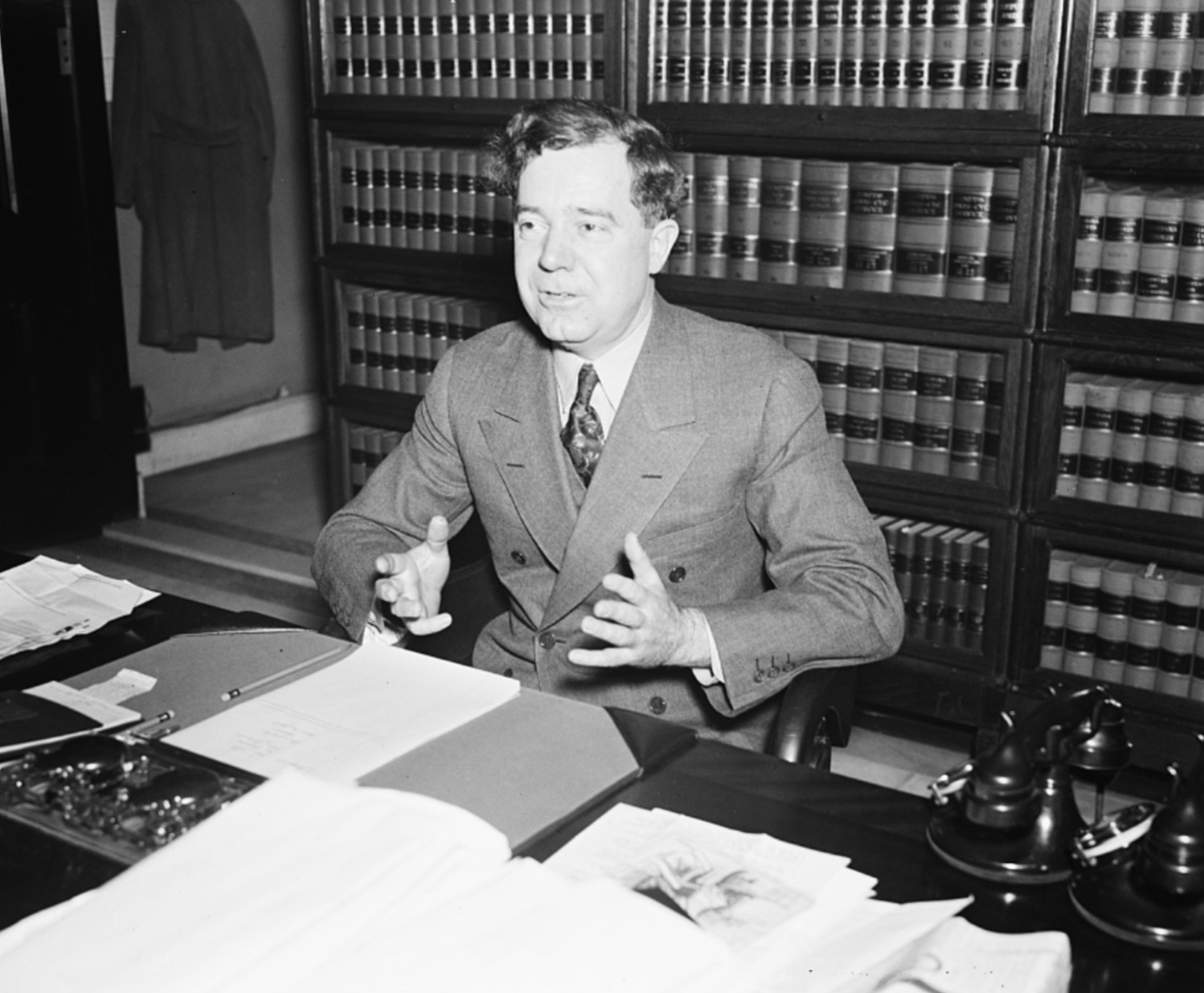
1935년 루이지애자주 의사당에서 연설하는 롱

1930년 롱은 미국 상원을 위하여 출마하여 이겼으나 주를 떠나기 전에 루이지애나주에서 자신의 권력을 정리한 동안 몇달간 자신의 상원 의석을 방치하여 주지사로서 자신의 자리를 차지하는 데 친구들을 자리에 앉혔다.
롱은 자신이 방문했을 때 주의 입법부의 특별 회의를 요구하려고 하여 표준 절차를 무시한 놀라운 속도에 자신의 협의 사항을 통하여 밀고 나갔다. 하나의 5일간 회이에서 44개의 법안들이 통과되었다.
많은 이 법안들은 법원, 경찰, 선거와 주의 권한 부여에서 지방 권한들로부터 권력을 옮긴 사람들을 포함한 장면들의 뒤로 롱에게 권력을 돌려주기 위한 것이었다. 다른 법안들은 신문들, 특히 언론에서 롱의 적들을 목표로 삼았다.

### 우리의 부를 나누자
상원에서 롱은 부를 재분배하는 계획으로 "우리의 부를 나누자" (Share Our Wealth)로 알려진 개혁의 일련을 위하여 옹호하면서 대공황을 제출하여 5억 달러에 개인 소득을 제한하였다.
양당에 의하여 사회주의자로 분류된 롱은 자신의 아이디어들을 퍼뜨리는 데 자신 소유의 신문 "아메리칸 프로그레스"를 시작하였다.
우리의 부를 나누자의 정치적 클럽들은 전국에 나타나 27,000개의 클럽에서 7백만명 이상의 회원들을 자랑하였다. 롱은 흑인들이 참가하는 데 허용하였으나 인종적으로 분리된 단체들 만에서였다.

### 롱과 프랭클린 D. 루스벨트
롱은 시초적으로 프랭클린 D. 루스벨트 대통령을 지지하였으나 그에게 위협을 느꼈다. 루스벨트는 롱이 위험한 것을 느껴 그의 권력을 취소하는 시도를 하여 미국 국세청과 미국 연방 수사국에 의한 롱에게 조사들을 명령하는 것까지 멀리 갔다.
루스벨트는 롱의 노력들이 그것을 취소하지 않은 것을 지키고 대통령의 입찰을 향하여 그가 움직이기 시작하면서 롱의 인기있는 지지를 약화시키는 데 자신의 뉴딜로 어떤 롱의 "우리의 부를 나누자" 발의권을 통합시켰다.
1935년 롱은 펼칠 대통령으로서 자신이 어떻게 자신의 첫 100일을 기대한 것에 관한 허구의 이야기를 준 〈백악관에서 나의 첫 나날들〉로 불린 사색적인 책을 저서하였다.

## 최종의 세월

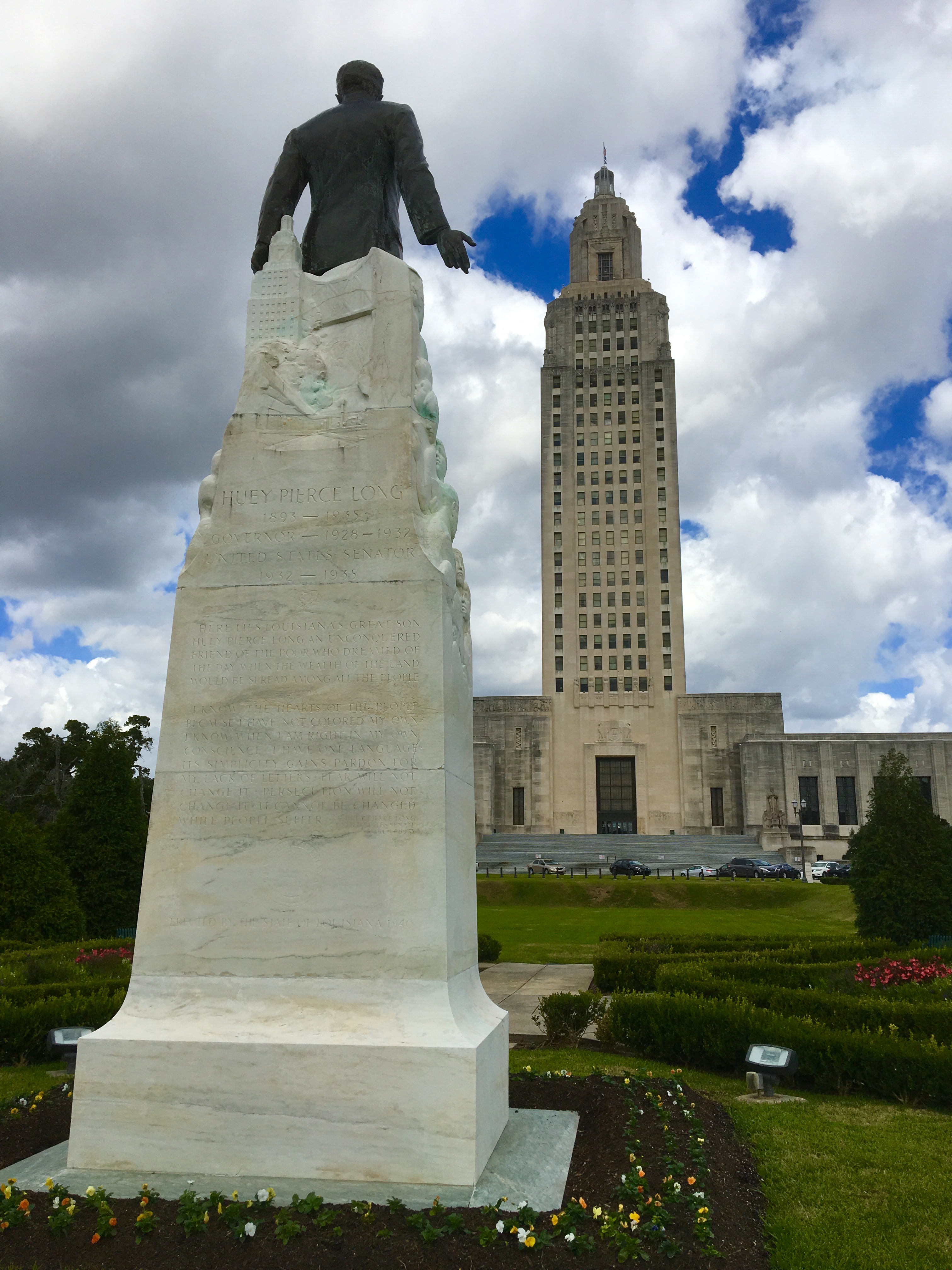
루이지애나주 의사당 앞에 있는 롱의 묘비와 동상

### 공정 거래 협회
그를 멈추는 데 단 하나의 방향으로서 무장 반란을 받아들인 롱의 반대자들을 모은 "공정 거래 협회"로 불린 단체가 루이지애나주에서 조용히 형성되었다.
1935년 1월 동배턴루지군 법원은 공정 거래 협회에서 300명의 무장 남성 단체에 의하여 급습을 당했다.
오스카 K. 앨린 주지사는 계엄령을 선포하여 민병대를 소집하였다. 작은 접전은 잠시의 무장 교류가 있던 공항으로 이동하였다.
그해 여름 롱은 4명의 의원, 뉴올리언스 시장과 2명의 전직 루이지애나주지사를 연루한 자신을 암살하는 데 음모를 발견했다고 주장하였다.

### 암살 사건
1935년 9월 8일 롱은 자신이 재판관 벤저민 페이비의 사위 칼 와이스 박사에 의하여 접근되었을 때 특별 입법 회의에 참여하는 데 배턴루지에 도착하였다.
롱이 전문적으로 그를 불신하는 데 페이비 가족에서 흑인 어린이들에 관한 소문을 되살린 후, 회의가 열린 동안 페이비는 자신의 직위를 잃는 데 서있었다.
와이스는 근거리에서 롱에게 총을 쏘았다. 롱의 경호원들이 와이스를 다시 쏘아 그를 죽였고, 롱은 병원으로 이송되어 이틀 후에 44세의 나이에 내출혈로 사망하였다.

## 유산
많은 롱의 관찰자와 그의 정치적 계략들은 권력과 통제에 대한 끝없는 욕망과 함께 한 선동가로서 그를 묘사하였다.
풍자적 소설 〈그 일은 여기에 일어날 수 없다〉에서 저자 싱클레어 루이스는 비평가들이 믿은 것이 롱에 근거를 둔 전체주의 야망들과 함께 한 정치인 버젤리어스 "버즈" 윈스롭의 인물을 창조하였다.
하지만 다른이들은 롱을 루이지애나주의 기본적 시설, 교육 제도와 보건을 대표한 그의 업무을 위하여 칭찬하는 편이다.
그러므로 많은 롱의 친척들은 정치와 정부에서 장기적 경력들을 가졌으며 그의 형 얼 켐프 롱 (3개의 기간 동안 루이지애나주지사), 그의 부인 로즈 여사 (연방 상원)과 아들 러셀 B. 롱 (또한 연방 상원)을 포함한다.

## 역대 선거 결과
| 선거명      | 직책명                      | 대수 | 정당   | 득표율 | 득표수    | 결과 | 당락                       |
| ----------- | --------------------------- | ---- | ------ | ------ | --------- | ---- | -------------------------- |
| 1928년 선거 | 루이지애나 주지사           | 40대 | 민주당 | 96.14% | 92,941표  | 1위  | 루이지애나 주지사 당선     |
| 1930년 선거 | 상원의원 (루이지애나 제2부) | 72대 | 민주당 | 99.98% | 130,536표 | 1위  | 루이지애나주 상원의원 당선 |